# Пошуки Блазня
«Пошуки Блазня» (англ. Fool's Quest) — роман американської письменниці Маргарет Ліндгольм, написаний під псевдонімом Робін Гобб, другий в серії «Трилогія про Фіца і Блазня» (англ. The Fitz and the Fool Trilogy). Написаний у формі розповіді від третьої особи з точки зору кількох персонажів. Роман був опублікований 2015 року у видавництві HarperVoyager. Дія відбувається у всесвіті Елдерлінгів та є прямим продовженням роману "Вбивця Блазня" (англ. Fool's Assassin), а також серій "Трилогія про Світлу людину" (англ. The Tawny Man Trilogy) та «Трилогія про Провісників» (англ. The Farseer Trilogy).  Окремі  персонажі серій  "Торговці живих кораблів" (англ. The Liveship Traders) та «Хроніки дощових нетрів» (англ. The Rain Wilds Chronicles) виступають другорядними героями.
Фітц Чіверлі був змушений покинути свої садибу, щоб врятувати свого старого друга Блазня. В чей час маленьку донечку Фітца викрадають. Ніхто не може сказати як повернуться події після цього. Навіть Блазень більше не може бачити майбетнє, після повернення у світ драконів. Єдиним Білим Пророком, який може скерувати світ на правильну дорогу тепер є маленька дівчина.

## Сюжет
Чужинці, що прибули у Вербовий ліс, знищують сліди свого перебування. Вони спалюють тіла вбитих і змушують мешканців забути про напад. Один з найманих солдатів, намагається зґвалтували Шун, Бі рятує її, сказавши чужинцям, що вона дуже важлива для майбутнього. Одна з жінок каже Бі, що вона мусить поїхати з ними, оскільки усі пророцтва вказують лише на два шляхи: або Бі сьогодні поїде з ними, або помре тут. Коли Бі та Шун їдуть з Вербового лісу, Бі помічає Персівіранса, який ховається біля дороги під плащем-метеликом. 
Фітц піклується про Блазня в Оленячому замку. Після спроби залікувати рани на спині Блазня через силу Скіллу, Фітц помічає сліди ран на власній спині. Блазень розповідає, що сталося після того, як він покинув замок. Разом з Чорним чоловіком вони вирушили до Клеренсу, школи, де навчали білих. Спочатку їх зустріли з почестями, але пізніше Блазня почати катувати. Слуги хотіли знати про сина. Продовж років лише кільком учням вдалось втекти зі школи і лише одна дівчина змогла дістатись до Фітца з посланням. Блазень вважає, що тепер Слуги прийдуть за Фітцем, оскільки перед втечею не витримав катувань і назвав їм його ім'я.
Уеб просить Фітца забрати до себе ворона з білим пір'ям у крилах. Через цю ваду, ворон весь час піддається нападам. 
Нетл вагітніє від Ріддла. Оскільки король заборонив їм одружуватися, вони роблять це таємно. Їм допомагає королева Елліана. На бенкеті в честь Зимового свята, Елліана відкриває всім присутнім походження Нетл та її приналежність до роду Провісників. Оскільки Елліана не змогла народити доньку для свого материнського дому, саме донька Нетл має стати наступною нарческою на Зовнішніх островах. Кетрікен просить когось з присутніх менестрелів розповісти правду про Фітца. Старлінг виконує баладу про життя Фітца від народження до моменту закінчення війни з Червоними кораблями, очищуючи його ім'я він ганьби. Фітца представлять присутнім під його справжнім іменем.
Чейд отримує тривожні новики від колишнього учня Скіллу, якого він послав до Вербового лісу. Фітц вирушає додому через Моноліти. Наближаючись до Вербового лісу він відчуває сильне небажання їхати туди, його розум починає затьмарюватися, а сила Скіллу майже зникає. Прибувши на місце, він бачить сліди пожежі та битви, проте жоден з мешканців не звертає на це уваги. До того ж ніхто тут не пам'ятає Бі та Шун, навіть поранений Ланс. Єдиною людиною, яка пам'ятає доньку Фітца є Персівіранс. Фітц лишає хлопчика біля себе, оскільки його батько та брати загинули, а мати більше не впізнає. Спустившись в тунелі, Фітц помічає чорного кота. Він говорить, що позбавлені запаху забрали дівчинку, яка мала його кормити. Фітц розуміє, що до цього причетні Слуги. 
Слуги продовжують везти Шун та Бі до школи Клеренс. Шун вважає, що Бі не зачепили лише тому, що вважають її хлопчиком і радить приховувати свою стать, а також не їсти суп, який їм дають. Він робить їх постійно сонними та спричиняє проблеми в шлунку. Шун досі сердита на Бі за порятунок. Вона зізнається, що її вже зґвалтували до того як вивели на подвір'я, тож вона воліла б пережити це ще раз, але лишитись натомість в Вербовому лісі.
Чейд зізнається Фітцу, що Шун його донька, Шайн Фаллстар і він роками змушений був платив її сім'ї. Проте їм було весь час мало, тому Чейд забрав доньку до себе. Після цього вітчим Шайн вирішив мститися і навіть намагався отруїти її. Фітц розуміє, що Ланс син Чейда. Чейд розповідає, що Лорел не хотіла виходити заміж за нього і прагнула сама виховати дитину, проте померла після родів. Чейд щедро заплатив лорду Віджиланту за виховання сина, проте знайшлась жінка, яку привабило багатство лорда. Вона зненавиділа хлопчика, а народивши власних синів, зробила все, щоб позбутися його.
За підказки Олуха Фітц розуміє, що на мешканців діє Скілл, або щось подібне до нього. Олух пояснює, що всі тут чують шепіт, який наказує не згадувати про напад.Фітц з Чейдом починають поїти людей ельфійською корою, яка здатна заблокувати сприйняття до Скіллу. Поступово, вони дізнають про всі події того дня.
Фітц та Чейд вирушають до Оленячого замку через моноліти, щоб негайно поговорити з Блазнем, але біля каменів на них нападають кілька солдатів з загону Баламутів, який працює на Чейда. Вони зазнають поразки, один з них видає Чейду людину, яка їх підкупила. Судячи з опису, це був вітчим Шун. Поранений Чейд втрачає свідомість проходячи крізь моноліти, вийти їм вдається через добу за допомогою Кола Сили. 
Чейд зізнається Фітцу, що Шун має надзвичайно сильну здатність до Скіллу. Але багато років тому він закрив її силу. Саме тому, вона була єдиною, хто не піддався на магію в Вербовому Лісі. Чейд просить допомогти зняти захист, щоб поговорити з Шун, оскільки сам він не має достатньо сил для цього.
Блазень несподівано починає видужувати. Еш (англ. Ash - зола), учень Чейда, зізнається Фітцу, що дав йому драконячої крові, яку люди Чейда колись перехопили в посланця до Калсидійського герцога. Під час одного з візитів до Блазня, Фітц бачить Еша в одязі покоївки і розуміє, що він насправді дівчинка. Еш, справжнє ім'я якої Спарк розповідає, що її маму змусили бути повією через борги і коли вона народила, то приховала справжню стать дитини. Таким чином вона хотіла вберегти доньку від роботи в публічному домі. Чейд, який відвідував одну з колег її матері, помітив її прикидання хлопчиком і був вражений здібностями Спарк. Тому він почав вчити дівчинку і навіть пообіцяв її матері забрати з часом Спарк до замку на виховання. Якось один з клієнтів забажав розважитись з жінкою та її сином. Власниця дому відправила його до матері Спарк. Намагаючись врятувати доньку, жінка затримала чоловіка і веліла доньці тікати. Через деякий час Спарк знайшов Чейд, він повідомив, що клієнт вбив її матір. З того часу Спарк служить Чейду, переважно прикидаючись хлопчиком.
Стан Чейда після подорожі через моноліти погіршується. Нетл дає йому ельфову кору, щоб він не зміг потонути в силі Скіллу.
Бі захворіла, проте Двалія заборонила Слугам допомагати їй. Шун турбується про Бі. Після хвороби Бі помічає, що в неї починає злізати стара шкіра, вона біліє. Це тривожить Двалію і вона просить Бі детально записувати всі сни, але Бі бреше, що не вміє писати. Віндлаєр, хлопець, що служить Двалії і має здібності впливати на свідомість людей, їде до містечка, щоб примусити мешканців не звертати увагу на Слуг, коли вони проїжджатимуть повз. В цей час Еллік, капітан калсидійських найманців і колишній канцлер Калсиди, піднімає бунт проти Двалії. Він давно помітив здібності Віндлаєра і зрозумів, що свідомістю Елліка він теж керує. За його допомогти Еллік збирається стати герцогом Калсиди. Після повернення Віндлаєра Еллік забирає його до себе. Калсидійці грабують містечко, Віндлаєр змушує жителів не противитися грабунку. Ввечері Хоген вимагає дівчину для розваги, Еллік збирає Одіссею, одну зі Слуг для нього. Двалія намагається протистояти. Шун та Бі тікають під час перепалки.
Фітц впевнений, що Слуги затьмарюють розум всім людям, яких зустрічають у дорозі, але не тваринам. Сивіл Брезінга просить допомоги в обдарованих. За допомогою тварин, що пов'язані Даром з людьми, вдається знайти корабель в гавані Солеварні, який чомусь ніхто не бачить, окрім людей під дією кори. Принц Дьютифул відправляє військо до Солеварні, щоб захопити корабель та напасти на Слуг, коли ті прибудуть. Фітц лишає власне військо та таємно їде з замку, щоб врятувати доньку за допомогою своїх здібностей вбивці. Персівіранс, Ланс та Ріддл наздоганяють його, але Фітц підсипає їм снодійне. З ним лишаєть ворон, який повідомляє про червоний сніг неподалік. Приїхавши туди він знаходить десяток тіл білих та калсидійців і лише двох живих солдат: Хогена та Елліка. Фітц катує їх та дізнається, що тут трапилась бійня по вині Віндлаєра. Коли Двалію схопили, від розізлився і помутив свідомість калсидійців. Ріддл, Персівіранс, Ланс наздоганяють Фітца привівши з собою військо Фоксглоу, вони їдуть шукати Бі та Шун.
Бі та Шун знаходить калсидієць Керф. Він закоханий у Шун і обіцяє повернути їх додому. Дівчата їдуть з ним, проте Керф приводить їх до виживших Слуг. Бі розуміє, що його примусив Віндлаєр. Двалія витягує рукавичку з посрібленими пальцями на ній і торкається нею моноліту. Слуги хапають дівчат, беруться за руки та проходять через моноліт тримаючись за Двалією. В останні момент Бі вдається відволікти Керфа і він відпускає Шун.
Фітц з військом знаходять Шун, вони прибувають до моноліту, в який зайшла Бі. Коло Сили, відправлене Нетл проходить через моноліт, проте жодних слідів по той бік немає. Вони розуміють, що Слуги загубились в камені.
Провівши деякий час в Оленячому замку та Вербовому лісі, Фітц вирішує поститися за смерть доньки. Він проходить через моноліт біля Солеварень і опиняється на ринковій площі поблизу камінних драконів. Попри заборону за ним проходять Персівіранс та Ланс. Фітц іде провідати камінного дракона Веріті, а коли повертається хлопці кажуть, що тут був Блазень та Спаркс. Вони вийшли з моноліту і зайшли знову, ідучи до Кельсінгри. Блазень капав собі на пальці кров дракона, щоб проходити крізь моноліт, а Спарк була його очима. Блазень повертається з моноліту з посрібленою рукою. Через деякий час Фітц зі своїми друзями проходять через моноліт до Кельсінгри і просять аудієнції у королеви Малти та короля Рейна. Блазень, який прикидається жінкою Янтар, розповідає свою історію після від'їзду з Бігтауна, чстково змінивши її, щоб не видати себе як Білого пророка або Блазня. Знайомлячись з принцом Ефроном, Фітц випадково зцілює його. Королева проситься Фітца допомогти іншим дітям. Фітцу вдається допомогти кільком жителям, після чого він починає розчинятися в силі Скіллу. Янтар торкається його посрібленими пальцями, щоб повернути назад, Ланс примушує з'їсти ельфійську кору. Рапскаль побачивши срібло, звинувачує Янтар у крадіжці.
Бі виходить з моноліту і тікає від Двалії, якій теж вдалось врятувались. Голос Вовка велить їх бігти до Веріті.

## Головні персонажі
- Фітц Чивел (Том Баджерлок) - королівський убивця
- Моллі - дружина Фітца
- Нетл - старша донька Фітца та Моллі, майстер Скіллу
- Бі - молодша донька Фітца та Моллі
- Дьютифул - король Шести Герцогств
- Кетрікен - мати Дьютифула, екс-королева Шести Герцогств
- Елліана - королева Шести Герцогств
- Сивіл Брезінга - друг Дьютифула, володіє Уїтом
- Уеб -
- Чейд - королівський вбивця, наставник Фітца
- Розмарі - королівська вбивця, учениця Чейда
- Ріддл - друг Фітца, один зі шпигунів Чейда
- Шун - донька Чейда
- Лант - син Чейда та Лорел
- Персівіранс - син конюха, вчитель верхової їзди Бі
- Блазень - друг Фітца, зник за 15 років до початку подій книги
- Двалія - Біла Служниця
- Еллік - калсидієць, права рука герцога Калсиди, мав намір стати наступним герцогом
- Керф - калсидієць, солдат Елліка
- Алларія - Біла Слуга
- Реппін - Біла Слуга
- Віндлаєр - Білий Слуга, має здібності керувати свідомістю людей
- Малта Хурпус - королева Кельсінгри, Ендерлінг
- Рейн Хурпус - король Кельсінгри, Ендерлінг
- Ефрон Хурпус - принц Кельсінгри
- Рапскаль - головнокомандувач Кельсінгри, Ендерлінг